# Arrondissement de Starnberg
L'arrondissement de Starnberg est un arrondissement  (Landkreis en allemand) de Bavière   (Allemagne) situé dans le district (Regierungsbezirk en allemand) de Haute-Bavière. 
Son chef lieu est Starnberg.

## Villes, communes et communautés d'administration
(nombre d'habitants en 2006)
| Stadt 1. Starnberg (23 086) Pas de Märkte Pas de Verwaltungsgemeinschaften Gemeindefreie Gebiete (62,36 km²) 1. Starnberger See (57,16 km²) 2. Forst Unterbrunn (5,20 km²) | Gemeinden 1. Andechs (3 275) 2. Berg (8 204) 3. Feldafing (4 296) 4. Gauting (19 656) 5. Gilching (17 120) 6. Herrsching am Ammersee (9 995) 7. Inning am Ammersee (4 268) 8. Krailling (7 548) 9. Pöcking (5 694) 10. Seefeld (7 111) 11. Tutzing (9 447) 12. Weßling (5 134) 13. Wörthsee (4 681) |  |